# 機銃手・航空機関士章
機銃手・航空機関士章(きじゅうしゅ・こうくうきかんししょう、ドイツ語: Fliegerschützenabzeichen für Bordschützen und Bordmechaniker)は、ナチス・ドイツの勲章。

## 概要
1942年6月22日にヘルマン・ゲーリングによって制定された。2か月以上の訓練、もしくは5回以上の出撃が受章条件となっていたが、戦闘中に負傷した場合は条件が免除された。
佩用する際は制服の左胸ポケットに付けるが、一級鉄十字章など高位勲章がある場合はその下に佩用した。
勲章は当初アルミニウムで作られていたが、戦争の終盤に差し掛かると次第に亜鉛なども用いられるようになった。また、フリーガーブルーゼのような戦闘服に佩用するため、布製の機銃手・航空機関士章も生産された。